# Kuantania squamipennis
Kuantania squamipennis är en insektsart som beskrevs av Miller, N.C.E. 1935. Kuantania squamipennis ingår i släktet Kuantania och familjen Pyrgomorphidae. Inga underarter finns listade i Catalogue of Life.